# Coppa del Presidente dell'AFC 2010
La Coppa del Presidente dell'AFC 2010 è la sesta edizione del torneo; questa competizione calcistica internazionale comprende quelle squadre di club asiatiche provenienti dalle nazioni categorizzate come "emergenti" dalla Asian Football Confederation nel documento denominato Vision Asia.
A quest'edizione non partecipa la squadra campione in carica, il Regar-TadAZ Tursunzoda, poiché non si è qualificata vincendo il proprio campionato nazionale.
Il torneo è stato vinto, per la prima volta nella sua storia, dal club birmano dello Yadanarbon grazie al successo per 1-0 sul Dordoi-Dynamo Naryn in finale.

## Squadre qualificate
| Squadra             | Qualificazione                                     |
| ------------------- | -------------------------------------------------- |
| Abahani Limited     | Campioni B. League 2009                            |
| Druk Star           | Campioni A-Division 2009                           |
| Naga Corp           | Campioni Cambodian Premier League 2009             |
| Dordoi-Dynamo       | Campioni Vysshaja Liga 2009                        |
| Yadanarbon          | Campioni Myanmar National League 2009              |
| New Road Team       | Capolista Martyr's Memorial A-Division League 2010 |
| KRL                 | Campioni Pakistan Premier League 2009              |
| Renown Sports Club  | Campioni Kit Premier League 2009/10                |
| Vakhsh Qurghonteppa | Campioni Tajik League 2009                         |
| HTTU Aşgabat        | Campioni Ýokary Liga 2009                          |
| Hasus NTCPE         | Campioni Intercity Football League 2009            |

## Fase a Gruppi
I sorteggi si sono svolti il 5 marzo 2010 a Kuala Lumpur in Malaysia.

### Gruppo A
| Squadra         | PG | V | N | P | GF | GS | DR | Pt |
| --------------- | -- | - | - | - | -- | -- | -- | -- |
| Dordoi-Dynamo   | 3  | 2 | 1 | 0 | 8  | 0  | +8 | 7  |
| Abahani Limited | 3  | 1 | 2 | 0 | 2  | 0  | +2 | 5  |
| New Road Team   | 3  | 1 | 0 | 2 | 4  | 8  | -4 | 3  |
| Hasus NTCPE     | 3  | 0 | 1 | 2 | 3  | 9  | -6 | 0  |

| Arbitro: | Singh Pratap |

|                                                  |           |  |
| Tetteh 14’, 45+3’ Amirov 71’, 90’ Muladjanov 82’ | Marcatori |  |

| Arbitro: | Kim Sang Woo |

|                       |           |  |
| Hoque 28’, 70’ (rig.) | Marcatori |  |

| Arbitro: | Aonruk Apisit |

|  |           |                    |
|  | Marcatori | 6’, 75’, 86’ Volos |

| Dacca 14 maggio , 2010, ore 19:00 UTC+6 | Hasus NTCPE         | 0 – 0 [http://www.the-afc.com/en/component/joomleague/?view=report&compID=390&matchId=2959 referto] | Abahani Limited | Bangabandhu National Stadium (2.500 spett.)\| Arbitro: \| Orzuev Dilovarshokh \| |
| Arbitro:                                | Orzuev Dilovarshokh | |                 |                                                                                  |

| Arbitro: | Aonruk Apisit |

|                                      |           |                                                     |
| De-Cai Su 17’, 58’ Po-Liang Chen 61’ | Marcatori | 43’ Shrestha 45+2’ Shayan 77’ Sinkemana 81’ Neupane |

| Dacca 16 maggio , 2010, ore 19:00 UTC+6 | Abahani Limited | 0 – 0 [http://www.the-afc.com/en/component/joomleague/?view=report&compID=390&matchId=2958 referto] | Dordoi-Dynamo | Bangabandhu National Stadium (2.000 spett.)\| Arbitro: \| Kim Sang Woo \| |
| Arbitro:                                | Kim Sang Woo    | |               |                                                                           |

### Gruppo B
| Squadra             | PG | V | N | P | GF | GS | DR  | Pt |
| ------------------- | -- | - | - | - | -- | -- | --- | -- |
| Vakhsh Qurghonteppa | 3  | 3 | 0 | 0 | 10 | 0  | +10 | 9  |
| KRL                 | 3  | 1 | 0 | 2 | 3  | 4  | -1  | 3  |
| Naga Corp           | 3  | 1 | 0 | 2 | 5  | 7  | -2  | 3  |
| Renown Sports Club  | 3  | 1 | 0 | 2 | 4  | 11 | -7  | 3  |

| Arbitro: | Salah Mohamed |

|              |           |               |
| Chen Chum 9’ | Marcatori | 4’, 30’ Ullah |

| Arbitro: | Hedayat Mombeni |

|                                                                |           |  |
| Usmanov 57’, 72’, 82’ Negmatov 59’ Hakimov 60’ Chamrokulov 75’ | Marcatori |  |

| Arbitro: | Mohammed Azad Rahman |

|  |           |             |
|  | Marcatori | 63’ Usmanov |

| Arbitro: | Ali Mahmut Shaban |

|                            |           |                                 |
| Anam 72’ Shanmugarajah 88’ | Marcatori | 8’, 13’, 29’ Vathanak 90’ Sombo |

| Arbitro: | Salah Mohamed |

|                                         |           |  |
| Sadykov 44’ Usmanov 64’ Chamrokulov 75’ | Marcatori |  |

| Arbitro: | Hedayat Mombeni |

|            |           |                              |
| Shahid 80’ | Marcatori | 56’ Rahman 69’ Shanmugarajah |

### Gruppo C
| Squadra      | PG | V | N | P | GF | GS | DR  | Pt |
| ------------ | -- | - | - | - | -- | -- | --- | -- |
| Yadanarbon   | 2  | 1 | 1 | 0 | 11 | 0  | +11 | 4  |
| HTTU Aşgabat | 2  | 1 | 1 | 0 | 8  | 0  | +8  | 4  |
| Druk Star    | 2  | 0 | 0 | 2 | 0  | 19 | -19 | 0  |

| Arbitro: | Ko Hyung Jin |

|                                                                                       |           |  |
| Sarkisow 20’ Amanow 40’, 83’ Şamyradow 56’ (rig.), 86’, 89’ (rig.), 90+1’ Gazakow 88’ | Marcatori |  |

| Arbitro: | Zakareya Ebrahim Isa Ali |

|  |           | |
|  | Marcatori | 4’ Aung Kyaw Moe 18’, 26’, 28’, 34’ Pai Soe 20’, 33’, 43’ Yan Paing 24’ Ye Zaw Htet Aung 60’ Aye Moe 69’ Thet Naing |

| Yangon 13 maggio , 2010, ore 16:00 UTC+6:30 | Yadanarbon | 0 – 0 [http://www.the-afc.com/en/component/joomleague/?view=report&compID=390&matchId=2948 referto] | HTTU Aşgabat | Thuwunna Stadium (10.000 spett.)\| Arbitro: \| Ng Kai Lam \| |
| Arbitro:                                    | Ng Kai Lam | |              |                                                              |

## Fase a eliminazione diretta

### Squadre qualificate
Accedono alla fase successiva le 3 vincitrici dei gironi:
- Dordoi-Dynamo Naryn
- Vakhsh Qurghonteppa
- Yadanarbon

A esse si aggiunge la migliore tra le seconde qualificate:
| Squadra         | Pt | PG | V | N | P | GF | GS | DR |
| --------------- | -- | -- | - | - | - | -- | -- | -- |
| HTTU Aşgabat    | 4  | 2  | 1 | 1 | 0 | 8  | 0  | +8 |
| Abahani Limited | 4  | 2  | 1 | 1 | 0 | 2  | 0  | +2 |
| KRL             | 3  | 2  | 1 | 0 | 1 | 2  | 2  | 0  |

Poiché il secondo girone comprende solo 3 squadre i punteggi delle seconde qualificate negli altri gironi sono conteggiati escludendo i risultati ottenuti contro la quarta classificata dei rispettivi gruppi.
- I sorteggi per le semifinali si sono svolti a Yangon (Myanmar) in data 11 luglio 2010[3].

### Semifinali
| Arbitro: | Mozaffarizadeh Yazdi Saeid |

|  |           |                                 |
|  | Marcatori | 44’ Yan Paing 77’ Aung Kyaw Moe |

| Arbitro: | Ali Hasan Ebrahim Abulnabi |

|                        |           |  |
| Tetteh 71’ Murzaev 72’ | Marcatori |  |

### Finale
| Arbitro: | Subkhiddin Mohd Salleh |

|          |           |  |
| Koné 98’ | Marcatori |  |

## Classifica marcatori
| # | Giocatore             | Squadra             | Reti |
| - | --------------------- | ------------------- | ---- |
| 1 | Rustam Usmanov        | Vakhsh Qurghonteppa | 5    |
| 2 | Berdi Şamyradow       | HTTU Aşgabat        | 4    |
| 2 | Pai Soe               | Yadanarbon          | 4    |
| 2 | Yan Paing             | Yadanarbon          | 4    |
| 5 | Teab Vathanak         | Naga Corp           | 3    |
| 5 | Yury Volos            | Dordoi-Dynamo Naryn | 3    |
| 5 | David Bruce Tetteh    | Dordoi-Dynamo Naryn | 3    |
| 8 | Kaleem Ullah          | KRL FC              | 2    |
| 8 | Arslanmyrat Amanow    | HTTU Aşgabat        | 2    |
| 8 | Mohammed Enamul Hoque | Abahani Limited     | 2    |
| 8 | Ildar Amirov          | Dordoi-Dynamo Naryn | 2    |
| 8 | Achtam Chamrokulov    | Vakhsh Qurghonteppa | 2    |
| 8 | Sanjeev Shanmugarajah | Renown Sports Club  | 2    |
| 8 | Aung Kyaw Moe         | Yadanarbon          | 2    |